# Phytoseius rugosus
Phytoseius rugosus är en spindeldjursart som beskrevs av Denmark 1966. Phytoseius rugosus ingår i släktet Phytoseius och familjen Phytoseiidae. Inga underarter finns listade i Catalogue of Life.